# Upright Citizens Brigade
O Upright Citizens Brigade (UCB) é um grupo de comédia de improviso e de esquetes que emergiu do ImprovOlympic em Chicago em 1990. A sua encarnação mais recente (e melhor conhecida) consiste em Matt Besser, Amy Poehler, Ian Roberts e Matt Walsh. A encarnação original do grupo consistia em Besser, Ali Farahnakian, Drew Franklin, Adam McKay, Roberts, Rick Roman, and Horatio Sanz. Outros membros incluem Neil Flynn, Armando Diaz e Rich Fulcher.

## Série de televisão

### Episódios

#### 1a Temporada
1. "The Bucket of Truth"
2. "Poo Stick"
3. "Saigon Suicide Show"
4. "Power Marketing"
5. "Children's Revolution"
6. "The Story of the Toad"
7. "The Lady of the Lake"
8. "Time Machine"
9. "Cyborgs"
10. "The Little Donny Foundation"

#### 2a Temporada
1. "Master Dialectitian"
2. "Bomb Squad"
3. "Mogomra vs. The Fart Monster"
4. "Real World"
5. "Eli's Face Therapy"
6. "Infested with Friars"
7. "Spaghetti Jesus"
8. "Big City"
9. "Hurricane"
10. "Supercool"

#### Season 3
1. "Costumes"
2. "Mafia"
3. "Hospital"
4. "Band"
5. "Food"
6. "College"
7. "Sex"
8. "Small Town"
9. "Technology"
10. "Pro Thunderball"